# Nordby (Samsø)
 For alternative betydninger, se Nordby. (Se også artikler, som begynder med Nordby)
Nordby er navnet på Samsøs nordligste landsby med 207 indbyggere  (2025), beliggende i Nordby Sogn. Landsbyen ligger i Samsø Kommune og hører til Region Midtjylland.
Mange af Nordbys bindingsværkshuse er velbevarede, og nær centrum findes et gammelt gadekær mellem stræderne Smediegyde og Vibestræde. I nærheden af gadekæret befinder klokketårnet (1857) sig på stedet, hvor gårdmændene samlede sig til bystævne. I nutiden ringes solen stadig op og ned fra tårnet, da kirken ligger uden for hørevidde. Over for klokketårnet ses byens gamle majstang. Overfor ligger bygningen med postbutik, bibliotek og sogneudstilling. Vest for Nordby finder man desuden Samsø Labyrinten, Danmarks største labyrint.
Nordby Bakker er et ca. 6 kilometer lang randmorænelandskab vest for Nordby. Kystlinien består af en ca. 6 kilometer lang, strækning med klinter, der op til 20-25 meter høje, fra Issehoved i nord til Asmindør Hage i syd. Klinterne er gennemskåret af en række dale, der på Samsø kaldes ”skår”, den mest markante er den ca. 3 kilometer Langdal. Midt i området ligger det 64 meter høje Ballebjerg, der er Samsøs højeste punkt; Her er et udsigtstårn, hvorfra der i klart vejr er udsigt til Mols, Hjelm, øerne øst for Samsø, Røsnæs, Endelave, Tunø og hele Århusbugten.

## Historie
Nordby er en forte-landsby fra vikingetiden. Forten var det ubebyggede græsområde midt i landsbyen, hvor man tidligere samlede kreaturerne for natten. Efterhånden blev forten bebygget med gårde og huse. Gårdene blev senere omkranset af en ringvej, der afgrænsede byen.
I den tidligere middelalder lå landsbyerne Glistrup, Søby og Kongsbøl syd for byen. Nordby Kirke fra omkring 1250 blev bygget mellem Nordby og de tre andre landsbyer. Senere blev de tre landsbyer forladt. Beboerne flyttede til Nordby, grunden er sandsynligvis, at de bedre i urolige tider kunne forsvare sig mod angreb. Det er årsagen til kirkens ensomme beliggenhed næsten to kilometer syd for Nordby.
I 1700- og 1800-tallet havde byen omkring 50 gårde, 70 huse og en præstegård, alle opført i bindingsværk. Disse bygninger var samlet i en klynge omkring gadekæret og afgrænset fra de omkringliggende marker af ringvejene omkring byen.
Inden landbrugsreformerne i slutningen af 1700-tallet blev landsbyens marker dyrket i fællesskab, men den enkelte bonde havde sin egen marker omkring landsbyen. Ved udskiftningen fik landsbyens bønder deres egen fæstejord, som blev fordelt som lange, smalle stykker marker, der udgik fra Nordby – en såkaldt stjerneudskiftning. Samsøs bønder ejede selv deres huse og jord umiddelbart omkring gården, mens herregården Brattingsborg ejede landbrugsjorden. Udflytningen af Nordbys gårde foregik langsomt, og først i 1864 købte Nordbys bønder fæstejorden fra Brattingsborg, og den overvejende del af bønderne flyttede nu deres gårde ud til markerne. Udflytningerne fortsatte helt frem til 1930’erne. Det er sandsynligvis grunden til, at Nordby i nutiden har bevaret den gamle bygningskultur.

## Galleri
- Nordby Kirke
- Ved gadekæret i Nordby
- Ved gadekæret i Nordby
- Gammelt hus i Nordby
- Gamle huse i Nordby
- Udsigten fra det 64 meter høje Ballebjerg, 2 km vest for Nordby